# 온가쿠칸
온가쿠칸(일본어: 音楽館, 음악관)은 일본의 게임소프트웨어 및 철도운전 시뮬레이터 제작 회사이다. 1985년 재즈밴드 카시오페아의 멤버인 무카이야 미노루가 창업하였다.
사실 온가쿠칸은 창업당시 음향기기 리스와 음악제작등을 주 업무로 하였으나, 95년에 영상재생 방식의 철도운전 시뮬레이터를 제작하기 시작함으로써 게임 사업에 진출, 현재는 철도운영회사와 박물관용의 철도운전 시뮬레이터 시스템까지 제작하고 있다. 창업자인 무카이야 미노루 또한 철도동호인으로서 유명하다.

## 작품

### PC버전용(95~2000)
- Train Simulator
- Train Simulator PLUS
  - 게이한 급행전철
  - JR동일본 주오 본선 2
  - 오다큐 전철 오다와라선 2
  - 교토 시영지하철 카라스마선, 긴테쓰 교토선

### PlayStation 2용(2001~2005)
- Train Simulator Real 야마노테 선
- Train Simulator Real 게이힌 급행 전철
- Train Simulator 오사카 시영지하철 미도스지 선
- Train Simulator + 전차로 고! 도쿄 급행 전철편 - 다이토 사와 공동개발
- Train Simulator 규슈 신칸센
- Train Simulator 게이세이/도영지하철/게이힌급행

### Play Station 3용(2006~)
- Railfan
- Railfan 타이완 고속철도

### Play Station Portable 용
- Mobile Train Simulator + 전차로 고! 도쿄 급행 전철편
- Mobile Train Simulator 게이세이/도영지하철/게이힌급행

### 철도운전 시뮬레이터 시스템셋
- 도쿄 급행 전철 5000계 시뮬레이터 - 운전사 교육용
- 사이타마현 철도박물관 D51 증기기관차 시뮬레이터 - 관람객 체험용